# 轟木一博
轟木 一博（とどろき かずひろ）は、日本のコンサルタント、元国土交通官僚。

## 経歴
1975年生まれ。1998年東京大学法学部卒業後、運輸省(現・国土交通省)入省。2004年米サンダーバード大学国際経営学修士(Master of Business Administration)。
2012年新関西国際空港に入社。
2016年経営共創基盤に入社。
2017年Peach Aviationに入社、執行役員事業戦略室長に就任。
2022年4月1日、ANA X社長。

## 著書
- 『航空機は誰が飛ばしているのか』日本経済新聞出版社 、2009年
- 『空港は誰が動かしているのか』日本経済新聞出版社 、2016年